# Ryska mästare
Ryska mästare var en serie (Libris 137418) med rysk skönlitteratur utgiven av AWE/Gebers förlag 1973-1984.
| Författare                | Titel                                                                                     | Originaltitel                                 | Översättare         | Utgivningsår |
| ------------------------- | ----------------------------------------------------------------------------------------- | --------------------------------------------- | ------------------- | ------------ |
| Fjodor Sologub            | En liten djävul                                                                           |                                               | Lars Erik Blomqvist | 1973         |
| Boris Pilnjak             | Det nakna året: [en revolutionsroman]                                                     | Golyj god                                     | Lars Erik Blomqvist | 1975         |
| Michail Bulgakov          | Det vita gardet                                                                           | Bélaja gvárdija                               | Lars Erik Blomqvist | 1976         |
| Leonid Leonov             | Tjuven                                                                                    | Vor                                           | Lars Erik Blomqvist | 1976         |
| Michail Bulgakov          | En hunds hjärta: De ödesdigra äggen                                                       | Sobace serdce; Rokovye jajca                  | Lars Erik Blomqvist | 1977         |
| Aleksandr Afanasiev (red) | Ryska sagor                                                                               |                                               | Carola Hansson      | 1977         |
| Ilja Ehrenburg            | Berättelsen om de sällsamma öden och äventyr, vilka Julio Jurenito och hans lärjungar ... | Neobycajnye pochozdemija Chulio Churenito ... | Lars Erik Blomqvist | 1979         |
| Viktor Sjklovskij         | Zoo eller Brev som inte handlar om kärlek                                                 | Zoo ili pis'ma ne o ljubvi                    | Bengt Jangfeldt     | 1980         |
| Jevgenij Zamjatin         | Draken och andra berättelser                                                              |                                               | Barbara Lönnqvist   | 1981         |
| Michail Bulgakov          | Svart snö: en teaterroman                                                                 | Teatralnyj roman                              | Lars Erik Blomqvist | 1981         |
| Daniil Charms             | Konsten är ett skåp                                                                       |                                               | Bengt Samuelson     | 1983         |
| Michail Bulgakov          | Snöstorm och andra berättelser                                                            | Zapiski junogo vraca                          | Lars Erik Blomqvist | 1984         |